# Balanta-Ganja jezik
Balanta-Ganja jezik (ISO 639-3: bjt; alante, balanda, balant, balante, ballante, belante, brassa, bulanda, fjaa, fraase), nigersko-kongoanski jezik kojim govori 82 800 ljudi (2006) južno od rijeke Casamance u Senegalu.
U Senegalu je jedan od službenih jezika. Arapsko i latinično pismo. Ima dva dijalekta: fganja (ganja) i fjaalib (blip). Zajedno s jezikom balanta-kentohe [ble] iz Gvineje Bisau čini baksku podskupinu balant-ganja.

## Vanjske poveznice
- Ethnologue (14th)
- Ethnologue (15th)